# Rapaille Partij

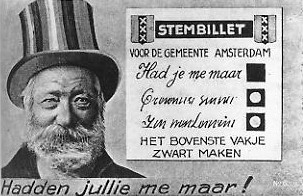
Prentbriefkaart van de Rapaille Partij

De Rapaille Partij was de bijnaam van een politieke partij die ook aangeduid wordt als de Vrije Socialistische Groep of Sociaal-Anarchistische Actie in Nederland. In de jaren 20 van de 20e eeuw was zij politiek actief in Nederland, maar ze behaalde geen zetels in de Tweede Kamer. De partij werd opgericht op 5 maart 1921 en deed tot 1925 mee aan de verkiezingen.

## Anti-democratische tendens
De partij werd voornamelijk bekend door haar acties tegen de stemplicht en het parlementaire stelsel. Het wegblijven bij verkiezingen kwam de leden op boetes en arrestaties te staan. Daarom besloten ze de democratie belachelijk te maken. 
In 1921 wist de partij de zwerver Had-je-me-maar (Cornelis de Gelder) en de oud-anarchist Bertus Zuurbier in de Amsterdamse gemeenteraad te doen verkiezen. De laatste kon uren achtereen op straat prediken voor een wisselend doch vaak gering publiek. Had-je-me-maar voerde campagne met een lied en beloofde vrij vissen en jagen in het Vondelpark en voor alle Amsterdammers iedere dag een paar borrels ('jajem') van de gemeente.

## Deelname
De stunt vond landelijk enige navolging, maar al vrij snel bleken de verkozen leden weinig tot niets in te brengen te hebben. Had-je-me-maar kon zijn plaats in de raad evenwel niet innemen, omdat hij enkele dagen voor de verkiezingsdag was gearresteerd wegens openbare dronkenschap. Hij werd veroordeeld tot een celstraf en een verblijf in een ontwenningskliniek. Kort na zijn verkiezing tot raadslid ondertekende hij een verklaring dat hij afziet van zijn benoeming. Er wordt wel beweerd dat dit de autoriteiten goed uitkwam: mogelijk vond de arrestatie dus op een politiek opportuun moment plaats.
Daarop kwam Zuurbier in 1921 in de raad, maar hij vertrok later (in 1923) weer met stille trom. Er zijn enkele anekdotes in omloop over de zwijgzame opstelling die hij in de raad innam. Zo zou het enige wat hij in zijn periode als gemeenteraadslid te berde bracht, de vraag zijn geweest of een raam dicht mocht omdat het zo tochtte. Een andere lezing luidt echter dat hij alleen een keer sprak toen er een voorstel in de raad kwam om het presentiegeld, groot ƒ 5, te verlagen. Gevraagd naar zijn zwijgzaamheid, zou hij hebben opgemerkt dat hij voor vijf gulden niet het woord kon gaan voeren. Toch blijkt uit de vastgelegde Amsterdamse raadsverslagen uit die tijd dat Zuurbier regelmatig het woord heeft gevoerd, waarbij hij zijn anarchistische opvattingen niet verloochende. Zo stelde hij eens voor de gevangenissen open te zetten, zodat de gevangenen konden meewerken in de woningbouw. Ook heeft hij zich nog eens kandidaat gesteld als wethouder, omdat een hogere vergoeding hem niet onwelkom was. Zijn inbreng werd door de pers echter stelselmatig doodgezwegen.
De publieke aandacht verflauwde en tegen het einde van het decennium was de groep vrijwel in het niets opgelost.

## Kopstukken
- Anthon Bakels (medeoprichter[3])
- Leen Coremans (gemeenteraadslid Rotterdam)
- Klaas Driehuis (lijsttrekker)
- Had-je-me-maar (lijsttrekker gemeenteraadsverkiezingen)
- Roel Knaap (kandidaat Tweede Kamerverkiezingen)
- Mina Koster (kandidaat Tweede Kamerverkiezingen)
- Pieter Wilhelm Oversteegen (kandidaat Tweede Kamerverkiezingen)
- Gerhard Rijnders (medeoprichter)
- Erich Wichmann (medeoprichter[3])
- Henk Eikeboom (medeoprichter[3])
- Bertus Zuurbier (gemeenteraadslid)

## Verder lezen
Robin te Slaa: De Rapaille Partijen. Boom, 2024. ISBN 9789024464227